# Marie-Victoire de Noailles

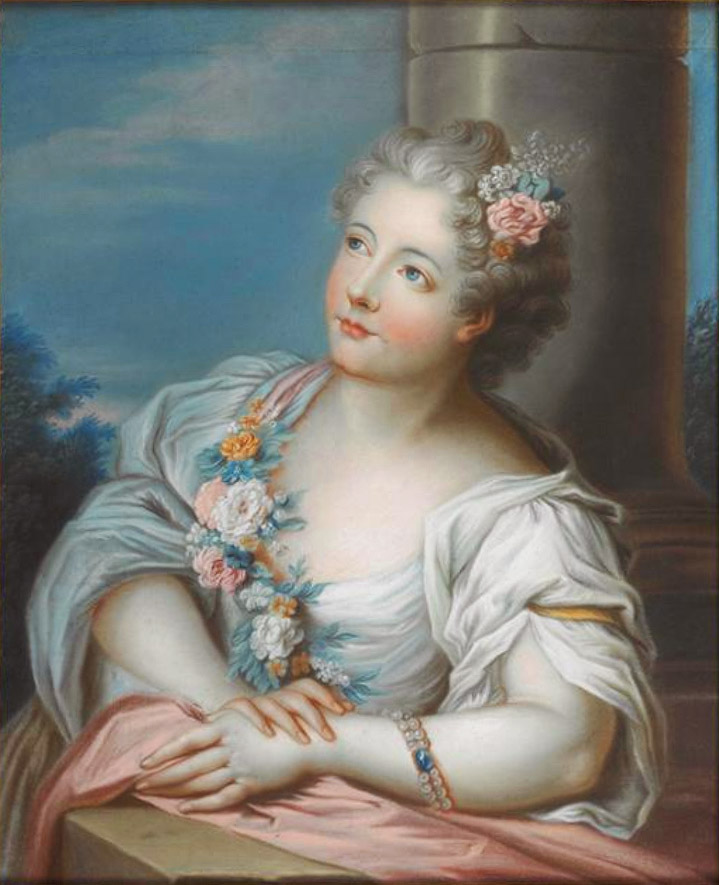
Porträt von Marie-Victoire de Noailles

Prinzessin Marie-Victoire Sophie de Noailles (* 6. Mai 1688 im Schloss Versailles; † 30. September 1766 in Paris) war eine französische Adlige.

## Leben
Marie-Victoire de Noailles war die achte Tochter von zwanzig Kindern des Marschalls von Frankreich Anne Jules de Noailles, 2. Herzog von Noailles (1650–1708) und seiner Ehefrau Marie Françoise de Bournonville (1656–1748) aus dem Haus Bournonville. Ihre Kindheit drehte sich um perfektes Benehmen und die gesellschaftliche Repräsentation. Marie-Victoire bekam für ihre Zeit eine gute Erziehung in Gesang, Tanz, Konversation, Geographie, Geschichte, Mathematik, Sprachen, Mal- und Zeichenunterricht.
Im Jahre 1707 heiratete Marie-Victoire de Noailles in Passy bei Paris den Aristokraten Louis de Pardaillan, Marquis von Gondrin (1689–1712), zweiter Sohn des Louis Antoine Pardaillan, 1. Herzog von Antin. Aus der gemeinsamen Verbindung gingen zwei Söhne hervor:
1. Louis de Pardaillan de Gondrin (1707–1743), 2. Herzog von Antin ⚭ 1725 Françoise Gillonne de Montmorency (1704–1768)
2. Antoine François de Pardaillan de Gondrin (1709–1741), Marquis von Gondrin.

In zweiter Ehe heiratete sie im Jahre 1723 im Schloss Versailles den Prinzen von Geblüt Louis Alexandre de Bourbon, Graf von Toulouse (1678–1737), später legitimierten Sohn des französischen Königs Ludwig XIV. und seiner langjährigen Mätresse Madame de Montespan. Aus der Ehe, die allen Berichten zufolge glücklich verlief, ging ein Sohn hervor:
1. Louis Jean Marie de Bourbon, Herzog von Penthièvre (1725–1793) ⚭ 1744 Maria Teresa Felicita d’Este von Modena

Mit ihrem Schwiegervater verband Marie-Victoire eine herzliche Freundschaft. Nach dem Tod ihres zweiten Mannes zog sie sich langsam vom Hofleben zurück und lebte abwechselnd auf dem Château de Rambouillet und im Hôtel de Toulouse, einem Stadthaus in Paris.